# تشارو مازومدار
نبذة عن تشارو مازومدار

تشارو مازومدار

ولد القائد الشيوعي الماوي تشارو مازومدار ( চারু মজুমদার ;Charu Majumdar ) العام 1918 لعائلة تنتمي إلى أحد الملوك، إلا أنها اشتهرت بوطنيتها ومواقفها التقدمية، فوالده كان قد شارك في العمل المسلح ضد الاحتلال الإنجليزي. ترك الدراسة الجامعية العام 1936 وانخرط في صفوف حزب المؤتمر الوطني الهندي، ليتركه بعد عام وينضم إلى الحزب الشيوعي الهندي مفضلاً العمل في القطاع الفلاحي التابع للحزب. صدرت مذكرة اعتقال في حقه، فاضطر للاختباء ولجأ إلى العمل السري. وبالرغم من منع الحزب الشيوعي الهندي قانونيا إلا أن تشارو مازومدار استمر بتنظيم الفلاحين والدعوة إلى الحزب الشيوعي.
في العام 1942 تمت ترقيته إلى عضو اللجنة المناطقية لمقاطعة جالبايغوري. في العام 1943 حرض الفلاحين الفقراء على الإستيلاء على المحاصيل، ولعب دوراً كبيراً في حركة الفلاحين التي جاءت عقب مجاعة 1946 والتي لجأ فيها الفلاحون إلى تخفيض حصة كبار ملاك الأراضي والإقطاعيين من النصف إلى الثلث ما أثار مواجهات عنيفة بين الطرفين. كما عمل على توسيع قاعدة الحزب بين عمال المدن في شمال البنغال. وقد أثرت هذه الحركات الفلاحية في نمط تفكيره وفي رؤيته لمسيرة الثورة في الهند، تم اعتقال مازومدار في عام 1948 وقضى في السجن ثلاث سنوات. في العام 1962 تم اعتقاله مرة أخرى إثر هجومه على حكومة نهرو الرجعية (والتي دخلت في نزاع مسلح مع الصين حول التيبت في نفس العام).

## الشيوعية التحريفية والشيوعية الثورية
بعد المؤتمر العشرين للحزب الشيوعي السوفييتي والخلافات التي أعقبته بين القوى الثورية والتحريفية في الحركة الشيوعية وجد تشارو مازومدار نفسه إلى جانب القوى الثورية التي رفضت مقررات المؤتمر وعلى رأسها التعايش السلمي مع الإمبريالية والطريق السلمي للثورة. في العام 1964 انشق الجناح الثوري وأسس الحزب الشيوعي الهندي (الماركسي) فانضم تشارو مازومدار إليه، شهدت صحة تشارو مازومدار تدهورا كبيرا في هذا العام والعام الذي تلاه وطُلب منه اللجوء إلى الراحة، فرفض وانكب على الدراسة والبحث بغية رسم الطريق العام للثورة في الهند. في العام 1967 نشب خلاف حاد في صفوف الحزب الجديد، فقد تقرر تأجيل الكفاح المسلح والمشاركة في الانتخابات (في الحقيقة لم يعلن هذا الحزب الكفاح المسلح حتى اليوم)،قاد مازومدار الجناح الثوري وأسس اللجنة التنسيقية للشيوعيين الثوريين في عموم الهند عام 1967. كان أول عمل قامت به اللجنة هو قيادة الفلاحين في انتفاضة مسلحة ضخمة في شمال محافظة بنغال الغربية بدءاً من قرية ناكسالباري (انتفاضة ناكسالباري الشهيرة) وذلك في 25 مايو من نفس العام. وقد كان تشارو مازومدار قد أنهى كتابة ثمانية وثائق (عرفت لاحقا بالوثائق الثمانية التاريخية) لتصبح السند الأيديولوجي للانتفاضة. على إثر هذه الانتفاضة والدور القيادي لتشارو مازومدار ولجنته توافد الشيوعيون الثوريون من مختلف محافظات الهند معلنين انضمامهم ومنظماتهم الحزبية للجنةتأسيس الحزب الشيوعي الماركسي اللينيني-نهج ماوتسي تونغ

## العمل المسلح
وفي أبريل من العام 1969 تحولت لجنة التنسيق إلى الحزب الشيوعي الهندي (الماركسي – اللينيني)، وانتخب الرفيق تشارو مازومدار أمينا عاما له وتبنى الحزب الجديد الماركسية - اللينينية - فكر ماو تسي تونغ مشكلا بذلك أحد أهم الأحزاب الماوية على مستوى العالم. وقد انتشرت الأفكار الماوية بين الفلاحين وعمال المدن وكذلك بين طلاب الجامعات إثر خوض هذا الحزب الكفاح المسلح ضد النظام. كما حددت الوثائق الثمانية للرفيق الخط العام لمسير الثورة في الهند بالاعتماد على الحرب الشعبية الممتدة/طويلة الأمد. على إثر الانتفاضة قامت قوات وزارة الداخلية المحلية (برئاسة الحزب الشيوعي الهندي – الماركسي) بحملة قمع واسعة ضد الشيوعيين الماويين الذين باتوا يعرفون باسم «الناكساليين» في محاولة لوضع حد لانتفاضة الفلاحين

## اغتياله
، بحلول عام 1971 أصبح الماوي مازومدار (إلى جانب رفيق دربه سروج دوتا ) المطلوب رقم 1. في 16 من يوليو عام 1972، وعلى إثر وشاية من أحد عملاء السلطة، تمكنت السلطات من اعتقال تشارو مازومدار في مخبئه في مدينة كلكتا، وتم تسليمه إلى مركز شرطة لالبازار الذي اكتسب سمعة واسعة على مستوى الهند بشراسة التعذيب فيه. مارست السلطات الرجعية التعذيب على الماوي لمدة 12 يوما، لم تسمح خلالها لأحد بزيارته بما فيه محاميه وأفراد أسرته، في الرابعة من صباح يوم 28 يوليو 1972، وتحت التعذيب المتواصل، مات تشارو مازومدار دون أن يفشي سرا من أسرار الحزب، رفضت السلطات تسليم جثمانه لأقاربه واصطحبتهم إلى مكان محدد لحرق الجثمان (على الطريق الهندية المعمول بها) دون مشاركة أحد من خارج أقربائه من الدرجة الأولى. و كان قد رسم الخط العام للثورة وأحد أبرز وجوه الحركة الشيوعية الماوية العالمية.
وصفته الأدبيات الماوية قائلة: «باستشهاده البطولي زادت الحركة الثورية زخما ً، وامتد نشاط الحزب إلى عدة مناطق. اليوم، وبعد أربعين عاما من رحيل القائد، يقود الماويون الهنود السائرون على دربه أحد أضخم الحروب الشعبية والتي تمتد إلى عدد كبير من محافظات الهند مشكلة ما يسمى في وسائل الإعلام بـالممر الأحمر».

## مؤلفاته
- - ما هي الإمكانيات التي تشير إليها سنة 1965؟ ( 1965)
- - خوض الصراع ضد التحريفية المعاصرة. ( 1965).
- - لننجح الثورة الديمقراطية الشعبية بالنضال ضد التحريفية ( 1965).
- - ما هو مصدر التمرّد الثوري العفوي في الهند؟ ( 1965)
- - لنستغلّ الفرصة ( 1966)
- - مهامنا في الوضع الراهن ( 1966)
- - لنقاتل التحريفية للنتقدّم بنضال الفلاحين ( 1966)
- - المهمّة المركزيّة اليوم هي النضال من أجل بناء حزب ثوري حقيقي عبر النضال بلا مساومة ضد التحريفية(1966)
- - حان وقت بناء حزب ثوري ( 1967).
- - الثورة الديمقراطية الشعبية الهندية ( 1968)
- - سنة من النضال النكسلباري ( 1968)
- - الجبهة المتحدة والحزب الثوري ( 1968)
- - إلى الرفاق ( 1968)
- - لنطوّر الصراع الطبقي للفلاحين من خلال التحليل الطبقي والبحث و الدراسة ( 1968)
- - «لنقاطع الانتخابات» ! المغزى العالمي لهذا الشعار ( 1968)
- - لنضطلع بعمل بناء الحزب الثوري ( 1968)
- - تحية للفلاحين الثوريين في كيرالا ! ( 1968)
- - إلى الرفاق العاملين في القرى ( 1969)
- - سريكاكولام : هل ستصبح يانان الهند ؟ ( 1969)
- - إلى الشباب والطلبة ( 1969)
- - لماذا علينا أن نشكّل الحزب الآن ؟ ( 1979)
- - حول بعض المشاكل السياسية والتنظيمية الراهنة ( 1969)
- - لننبذ الوسطية ونفضحها و نسحقها ( 1970)
- - عاش الفلاحيون الأبطال في نكسلباري ( 1971).

1. ↑   https://web.archive.org/web/20170910083230/http://www.in.com/charu-majumdar/profile-53151.html. مؤرشف من الأصل في 2017-09-10. {{استشهاد ويب}}: |archive-url= بحاجة لعنوان (مساعدة) والوسيط |title= غير موجود أو فارغ (من ويكي بيانات) (مساعدة)

## وصلات خارجية
- Is there a Charu Mazumdar Thought
- Charu Majumdar Archives